# Parachelifer lativittatus
Parachelifer lativittatus es una especie de arácnido del orden Pseudoscorpionida de la familia Cheliferidae.

## Distribución geográfica
Se encuentra en México.